# Empoasca hiromichii
Empoasca hiromichii är en insektsart som först beskrevs av Matsumura 1931.  Empoasca hiromichii ingår i släktet Empoasca och familjen dvärgstritar. Inga underarter finns listade i Catalogue of Life.